# Condado de Jackson (Misuri)
El condado de Jackson es un condado estadounidense ubicado en el estado de Misuri. En 2000, su población era de 654.880 habitantes. Los estimados del censo de 2005 ponen la población del condado de Jackson en 662,959 habitantes, haciendo que sea el segundo condado con más habitantes del estado de Misuri, después del Condado de San Luis, debido principalmente a la presencia de Kansas City dentro de sus límites, la ciudad más poblada del estado. A pesar de que la ciudad de Independence es la sede del condado, la mayoría de las oficinas administrativas del condado se encuentran en Kansas City.

## Gobierno
El Condado de Jackson fue el segundo condado en ser autónomo y descentralizado bajo la constitución del estado, acción que fue tomada por sus habitantes en un voto del año 1970 y enmendada luego en 1985 y 1986.
El poder ejecutivo del condado le pertenece a los ejecutivos del condado, un puesto salariado a tiempo completo y elegidos por la población en sufragios y son puestos que duran cuatro años. El poder legislativo, compuesto por nueve miembros quienes elaboran y modifican las leyes del condado, y sus miembros también cumplen términos de cuatro años.

## Geografía
De acuerdo con la Oficina del Censo de los Estados Unidos, el Condado de Jackson cuenta con un área total de 1596 km², de los cuales 1567 km² son tierra y unos 30 km² (1,88%) es agua.
El río Misuri conforma el límite norte del Condado de Jackson. Históricamente, el condado ha sido el punto más concurrido por viajeros que viajan por río en los Estados Unidos.

### Condados adyacentes

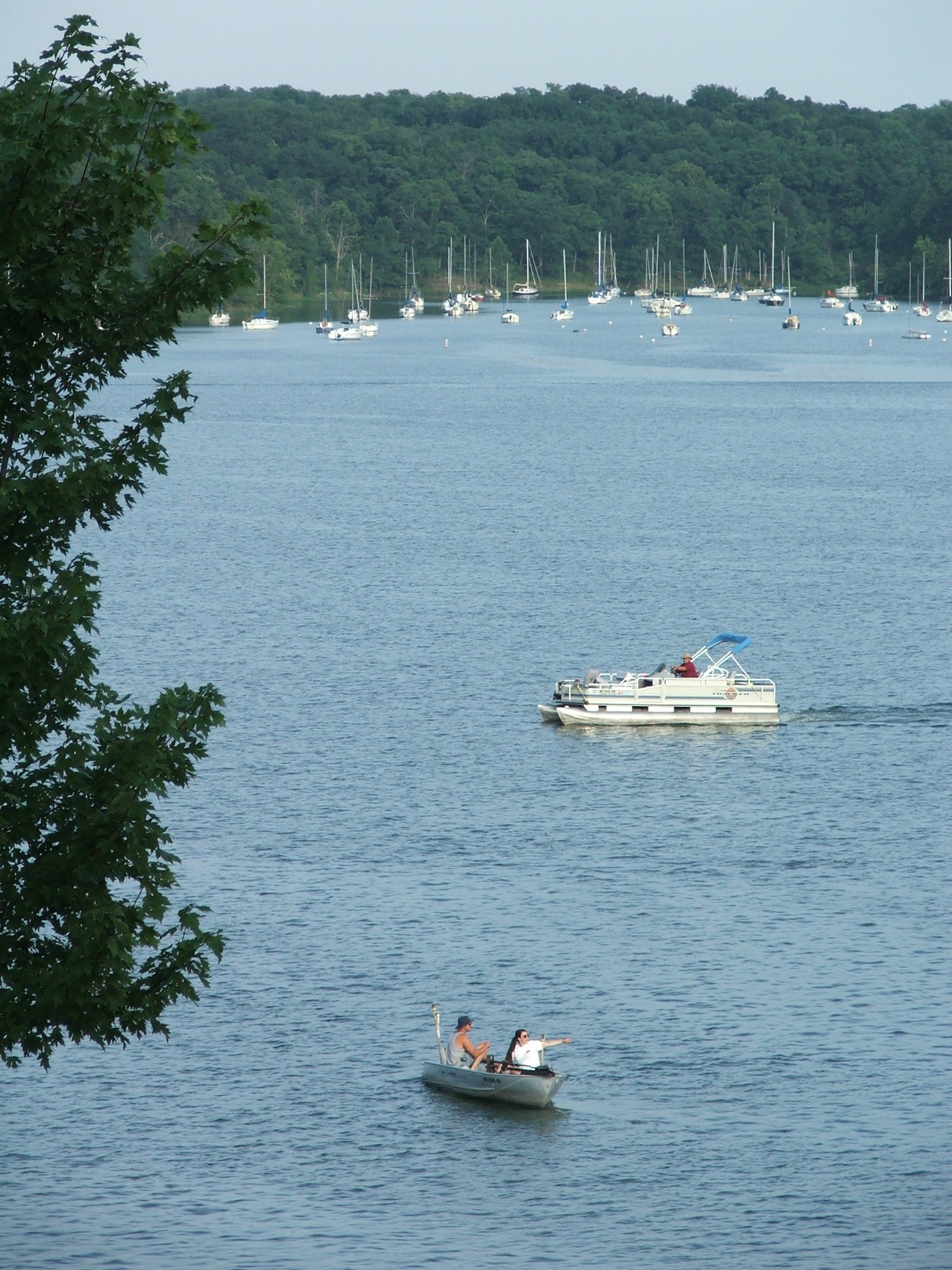
Lago Jacomo, porción central del Parque Fleming.

| - Condado de Clay (al norte) - Condado de Ray (al nordeste) - Condado de Lafayette (al este) - Condado de Johnson (al sureste) | - Condado de Cass (al sur) - Condado de Johnson (al suroeste) - Condado de Wyandotte (al noroeste) |

### Autopistas principales

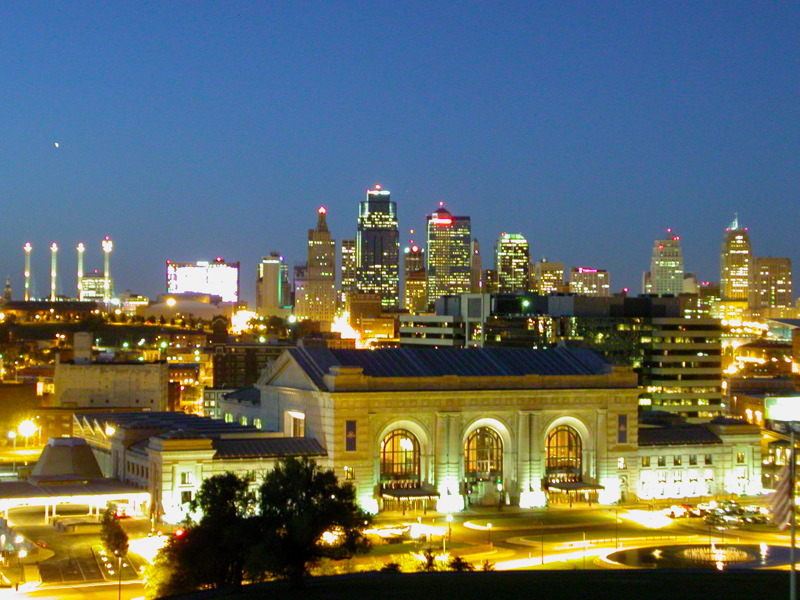
Kansas City nocturna, vista del centro de la ciudad.

| - Interestatal 29 - Interestatal 35 - Interestatal 49 - Interestatal 70 - Interestatal 435 - Interestatal 470 | - U.S. Route 24 - U.S. Route 40 - U.S. Route 50 - U.S. Route 71 | - Ruta de Misuri 7 - Ruta de Misuri 150 - Ruta de Misuri 291 - Ruta de Misuri 350 |

### Ciudades y pueblos
| - Blue Springs - Blue Summit - Buckner - Grain Valley - Grandview | - Greenwood - Independence - Kansas City - Lake Lotawana - Lake Tapawingo | - Lee's Summit - Levasy - Lone Jack - Oak Grove - Raytown | - River Bend - Sibley - Sugar Creek - Unity Village |

## Demografía
Para el censo de 2000, se registraron 654.880 habitantes, 266.294 hogares, y 166.167 familias que residían en el condado. La densidad de población era de 418 personas por km². El perfil étnico del condado era de 70,10% raza blanca, 23,27% raza negra o afroamericano, 0,48% Indio Americano, 1,28% Asiático, 0,18% Polinesios, 2,43% de otras razas, y un 2,25% que afirmaban dos o más razas. Un 5,37% de la población afirmaban ser Hispanos o Latinos de alguna otra raza. El 16,7% eran de etnia alemana, 9,1% estadounidenses, 8,9% irlandeses y 8,8% de ancestros británicos.
De los 266.294 hogares, 29,90% tenían niños menores de 18 años, 43,40% eran parejas casadas y viviendo juntos, 14,70% tenían una mujer sin esposo presente y 37,60% no eran familias. El 31,20% de los hogares estaban constituidas por individuos solos y 9,90% eran hogares con personas mayores de 65 años de edad viviendo sin compañía. El hogar promedio era constituido por 2,42 personas y el tamaño promedio por familia era de 3,05.